# 魔警
《魔警》（英語：That Demon Within），是一部2014年香港警匪片，由香港电影金像奖获奖导演林超贤编剧和执导，两届香港电影金像奖影帝得主张家辉及金马奖最佳男配角得主吴彦祖领衔主演，由英皇电影、中影集团、银都机构联合出品。本片在第64屆柏林國際電影節的「電影大觀」單元首映，2014年4月18日，本片在香港、中国大陆、美国和加拿大正式上映（4月17日开设优先场）。2014年臺北金馬影展執行委員會發布為金馬奇幻影展閉幕片。

## 故事
本片讲述一名盡忠職守的警員王偉業在某次當值期間無意中拯救了一名惡名昭彰的悍匪韓江，痊愈之后的韩江更加的猖狂，杀人劫掠无所顾忌，而王伟业的同事们却因为种种掣肘以致束手无策，这一切既让王伟业陷入了深深的自责中，也让他终于明白了自己要走的路，既然命运帮他做出了抉择，他只能以身入魔对抗鬼王，了结这场恩怨。

## 演員
| 演員                  | 角色       | 人物描述/關係 |
| 吳彥祖 區天朗（童年） | 王伟业     | 警員 因精神壓力影響表現無法晉升 駐守醫院警崗 後悔輸血給因傷流血不止的韓江，最後為救陳志斌被火燒死 |
| 张家辉                | 韩 江      | 悍匪集團「鬼王黨」首腦，心狠手辣、暴戾乖張，但足智多謀，擁有很強的反偵察能力，是「鬼王黨」中最具智慧以及最能打者，是「鬼王黨」眾人都懼怕的存在，擁有比警方更猛的軍火，後因分贓不均與其他「鬼王黨」成員內鬨，曾在高架天橋與警方鎗戰時放生王偉業，最後跳下山崖跌死。 |
| 张家辉                | 防暴隊警員 | 與韓江面容相似，婆婆兒子，20年前因村民暴動防暴隊介入，被仍是小孩的王伟业誤認為殺父的兇手，在家中與婆婆吃晚飯時被王伟业用火燒死。 |
| 思漩                  | 郭佩瓊     | 高級警司，莫子勳及王偉業上司，與王偉業屬警察訓練學校同班，關心王偉業之餘並將其調往巡邏組，最後在王偉業家中被陳志斌鎗殺 |
| 林嘉華                | 莫子勳     | 重案組高級督察，臨將退休，其兒子被韓江殺死，不惜一切要對付韓江，因王偉業輸血保住韓江性命深表憤怒，最後在王偉業家中被陳志斌鎗殺 |
| 安志                  | 陳志斌     | 黑警，提供情報給「鬼王黨」，為利益殺死經紀文搶走贓物，最後在油站爆炸中被火燒死 |
| 廖启智                | 经纪文     | 悍匪集團「鬼王黨」成員，精於計算，「鬼王黨」師爺，正職在九龍殯儀館任職「棺材頭」（統籌殯儀喪事的人），後因利益先與其他「鬼王黨」成員與韓江反目，之後因王偉業擺佈與其他成員自相殘殺，最後在王偉業家中被陳志斌鎗殺                                                   |
| 歐錦棠                | 堂倌       | 悍匪集團「鬼王黨」成員，正職在九龍殯儀館任職「堂倌」（喪禮禮儀師），為人重利好色，多次向韓江表示分贓不均，與花仔祥在鄉郊強姦盲女，最後因內鬨被經紀文勒死 |
| 李國麟                | 紙紮恩     | 悍匪集團「鬼王黨」成員，原名陳海恩，香港唯一精通製作鬼王面具的紙紮師傅，被警方通緝，最後因內鬨被經紀文用螺絲批插穿頭部而死 |
| 藍靖                  | 喃嘸佬     | 悍匪集團「鬼王黨」成員，正職在九龍殯儀館任職「喃嘸師傅」（誦經功德師），經常多言發表自己意見，最後因內鬨在韓江車上被同伴用手鎗打死 |
| 梁焯滿                | 花仔祥     | 悍匪集團「鬼王黨」成員，正職在九龍殯儀館任職仵工，好色成性，擄姦盲女，最後在堂倌離去後被王偉業之幻覺(韓江)用鋤頭殺死 |
| 陳芷菁                | Stephy     | Liz親姊，職業為心理醫生，受Liz所託，嘗試為王偉業解開心鎖，可惜因婆婆的死令王偉業導致失常 |
| 戚冠軍                | 王父       | 王伟业父親，常以虐打方式懲罰做錯事的兒子，最後王父為了阻止防暴隊入村，用火水爐擲向貌似韓江的防暴隊警員時，被著了火的燃料濺到身上燒死 |
| 馮素波                | 婆婆       | 兒子因火災死去後獨自生活，後得王偉業經常探望及聘請家務助理照顧其生活，常被別人誤認婆婆與王偉業兩人有血緣關係，最後因跌倒送往醫院不治 |
| 王合喜                | 聰明仔     | 軍裝警員，王偉業同隊，在行車高架天橋與「鬼王黨」鎗戰時汽車爆炸燒死 |
| 姜皓文                | 警署警長   | Liz 下屬 |
| 吳浩康                | 軍裝警員   | 與王偉業拍檔巡邏，不滿王偉業 |
| 羅浩銘                | 阿銘       | 重案組警員，莫子勳之下屬，最後在王偉業家中被陳志斌鎗殺 |
| 劉偉明                | 柳州泉     | 悍匪集團「鬼王黨」成員，在電影開頭的搶劫行動中因意外看到韓江私吞鑽石而被韓江槍殺 |
| 鄭子誠                | 羅先生     | 王偉業舊同袍 目擊王偉業 擊斃銀行匪徒(角色戲份被刪除) |
| Singh Hartihan Bitto  | 賊贓中介人 | 被「鬼王黨」成員用汽車輾斷手臂逼其提供韓江下落 |

## 票房
中国大陆首周三天收获5090万人民币列第四位。次周收4900万蝉联第四。第三周收940万列第九位，累计1.089亿。台北首周末收58万新台币列第十位。本片在4月17日於香港上映，截至5月28日落畫的時候，本片的累積票房收入達至17,395,364港元，位列2014年度上半年港產片票房成績第八位。
| 上一届： 《美國隊長2》 | 2014年香港一週票房冠軍 第16週（4月21日至4月27日） | 下一届： 《蜘蛛俠2：決戰電魔》 |

## 奬項
| 年份 | 頒獎典禮                   | 獎項         | 獲提名                 | 結果 |
| ---- | -------------------------- | ------------ | ---------------------- | ---- |
| 2015 | 第21屆香港電影評論學會大獎 | 推薦電影之一 |                        | 獲獎 |
| 2015 | 第6屆澳門國際電影節        | 最佳影片     | 《魔警》               | 提名 |
| 2015 | 第6屆澳門國際電影節        | 最佳導演     | 林超賢                 | 提名 |
| 2015 | 第6屆澳門國際電影節        | 最佳男主角   | 吳彥祖                 | 提名 |
| 2015 | 第6屆澳門國際電影節        | 最佳男配角   | 安志傑                 | 提名 |
| 2015 | 第6屆澳門國際電影節        | 最佳攝影     | 謝忠道                 | 提名 |
| 2015 | 第34屆香港電影金像獎       | 最佳導演     | 林超賢                 | 提名 |
| 2015 | 第34屆香港電影金像獎       | 最佳男主角   | 吳彥祖                 | 提名 |
| 2015 | 第34屆香港電影金像獎       | 最佳剪接     | 譚家明、彭正熙         | 提名 |
| 2015 | 第34屆香港電影金像獎       | 最佳視覺效果 | 林洪峯、林駿宇、余國亮 | 提名 |
| 2015 | 第34屆香港電影金像獎       | 最佳音響效果 | 鄭穎園、葉兆基         | 提名 |